# Francesco Gnerre

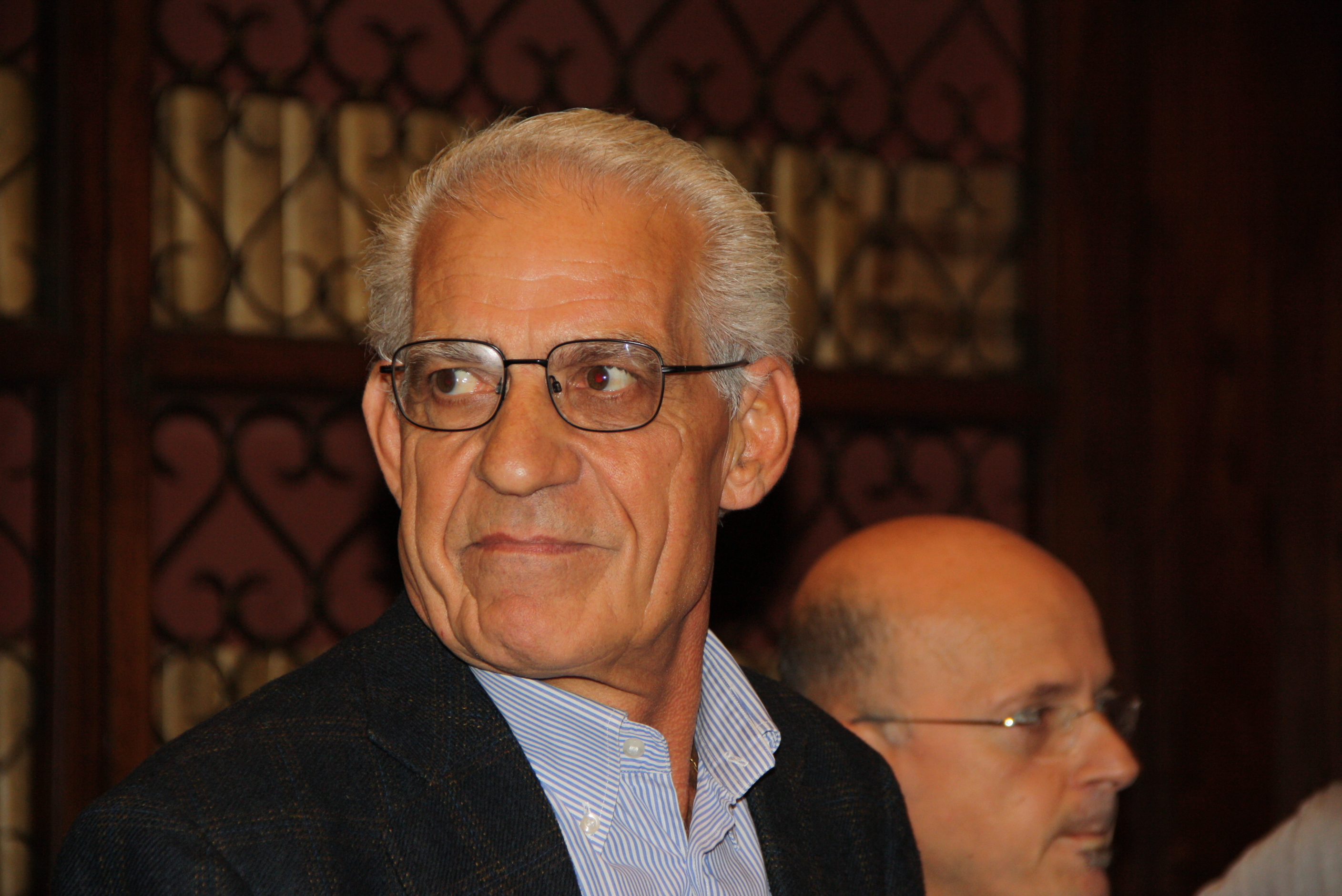
Francesco Gnerre im Oktober 2012

Francesco Gnerre (* 17. Februar 1944 in Avellino; † 17. Juli 2025 in Aprilia) war ein italienischer Soziologe.

## Leben und Karriere
Gnerre wurde am 17. Februar 1944 in Santa Paolina, Avellino, geboren. In den 1960er Jahren zog er nach Rom, wo er ein Studium der Literaturwissenschaft und anschließend ein Studium der Soziologie mit dem Schwerpunkt Literatursoziologie absolvierte.
Ab 1970 unterrichtete Gnerre italienische Literatur an weiterführenden Schulen in Rom und verfasste Lehrbücher. Er lehrte außerdem Kommunikationssoziologie und bot später Gender-Studien-Kurse an der Universität Tor Vergata in Rom an.
Seine Dissertation über homosexuelle Figuren in der italienischen Nachkriegsliteratur wurde erstmals 1981 unter dem Titel „L’eroe negato – Il personaggio omosessuale nella narrativa italiana contemporanea“ veröffentlicht. Im Jahr 2000 erschien eine erweiterte Ausgabe unter dem Titel „L’eroe negato. Omosessualità e letteratura nel Novecento italiano“ im Verlag Baldini & Castoldi. Gnerre war Herausgeber der Anthologie „Avventure dell'eros“ und wirkte an dem von Didier Eribon herausgegebenen „Dictionnaire des cultures gays et lesbiennes“ mit.
Von 1998 bis 2004 war er Kurator der Buchrezensionsrubrik der Zeitschrift Babylonia.
Er verstarb am 17. Juli 2025 in Aprilia im Alter von 81 Jahren.

## Werke (Auswahl)
- L’eroe negato – Il personaggio omosessuale nella narrativa italiana contemporanea. Gammalibri, Mailand 1981.
- Avventure dell’eros. Gammalibri, Mailand 1984.
- Il testo ritrovato. Forme poetiche e classici a scuola. Longo, Ravenna 1987.
- Le forme letterarie nella storia. La letteratura italiana nei sistemi culturali. SEI, Turin 1990.
- L’eroe negato. Omosessualità e letteratura nel Novecento italiano. Baldini & Castoldi, Mailand 2000.
- mit Gian Pietro Leonardi: Noi e gli altri. Riflessioni sullo scrivere gay. Il Dito e La Luna, Mailand 2007.
- La Divina Commedia. Petrini-De Agostini, 2012.
- La biblioteca ritrovata. Rogas Edizioni, Rom 2015, ISBN 978-88-940703-5-4.
- mit Daniele Coluzzi: In disgrazia del cielo e della terra. Rogas Edizioni, Rom 2023.